# لامبورگینی اوراکان
لامبورگینی اوراکان (به اسپانیایی: Lamborghini Huracán‎؛ در زبان اسپانیایی به معنی «توفند»؛ [uɾaˈkan]) یک خودروی اسپورت است که توسط شرکت ایتالیایی لامبورگینی ساخته می‌شد و جایگزین مدل گالاردو است. این خودرو در سال ۲۰۱۴ در نمایشگاه خودروی ژنو به نمایش درآمد و در سه ماه دوم سال ۲۰۱۴ وارد بازار شد.
نهایت سرعت این سوپر اسپرت نیز ۳۲۵ کیلومتر بر ساعت (۲۰۲ مایل بر ساعت) است.
در سال ۲۰۱۶ مدل جدید این خودرو با نام پرفورمانته راهی بازار شد (با نهایت سرعت ۲۰۲ مایل بر ساعت) که مدتی سریع‌ترین دور پیست نوربورگ‌رینگ را به نام خود کرده بود که توسط پورشه ۹۱۱ جی‌تی۲ و بعد توسط لامبورگینی اونتادور اس‌وی‌جی شکسته شد.

## نام

لوگوی لامبورگینی اوراکان

نام این مدل از یکی از گاومیش‌های معروف اسپانیایی گرفته شده که جسارت و حس مبارزه طلبی‌اش زبانزد خاص و عام بوده است. در نام‌گذاری لامبورگینی اوراکان همچنین عبارت ۶۱۰–۴ ال‌پی به چشم می‌خورد که به قدرت چشمگیر آن اشاره دارد.

## مشخصات

### موتور
موتور اوراکان بر طبق سنت لامبورگینی تنفس طبیعی است و از سیلندرهای متعدد سود می‌جوید. موتور ۵٫۲ لیتری و ۱۰ سیلندر آن در دور موتور ۸۲۵۰ دور در دقیقه ۶۱۰ اسب بخار قدرت تولید می‌کند در حالی که حداکثر گشتاور آن به مقدار ۵۶۰ نیوتن متر در دور موتور ۶۵۰۰ دور در دقیقه در دسترس است.
یک جعبه دنده ۷ سرعته و دو کلاچه LDF و یک سیستم چهارچرخ محرک با کنترل کاملاً الکترونیکی مسئول تبدیل قدرت موتور به عملکرد مسحورکننده اوراکان هستند. سه حالت عملکرد یعنی استرادا، اسپورت و کورسا پاسخ ساسات و گیربکس، کیفیت صدا، کنترل پایداری و رفتار سیستم تمام چرخ محرک را مشخص می‌کنند. در صورت تمایل می‌توانید سیستم متغیر فرمان به نام فرمان دهی دینامیک لامبورگینی و همچنین کنترل سیستم تعلیق را نیز دریافت کنید.

### عملکرد
از آن جایی که وزن کل خودرو ۱۴۲۲ کیلوگرم است نسبت قدرت به وزن آن تنها ۲٫۳۳ کیلوگرم بر اسب بخار است. به‌کارگیری آلومینیوم و فیبرکربن در شاسی در این امر تأثیر بسزایی داشته است. در نتیجه شتاب‌گیری صفر تا صد کیلومتر بر ساعت آن ۳٫۲ ثانیه به طول می‌انجامد. علاوه براین وزن کم‌تر خودرو مصرف سوخت را نیز پائین می‌آورد. استفاده هوشمندانه از هر دو حالت تزریق مستقیم و غیرمستقیم سوخت و بهره‌گیری از سیستم استارت استاپ هم نقش مؤثری در مصرف سوخت ۱۲٫۵ لیتر در هر ۱۰۰ کیلومتر و میزان آلایندگی ۲۹۰ گرم دی‌اکسید کربن در هر کیلومتر اوراکان داشته است.
درون کابین یک پنل ابزار ۱۲٫۳ اینچی TFT با انبوهی از اطلاعات قرار گرفته است. البته بعید است برای مشاهده همه این اطلاعت فرصت مناسب داشته باشید چراکه ممکن است از جدول کنار خیابان سر در بیاورید!
در قسمت خارجی شاهد طراحی جسورانه، منحصربفرد، جدید و در عین حال پایبند به اصول لامبورگینی هستیم.